# Thierry Perrier
Thierry Perrier (ur. 16 kwietnia 1950 roku w Boulogne) – francuski kierowca wyścigowy.

## Kariera
Perrier rozpoczął karierę w międzynarodowych wyścigach samochodowych w 1980 roku od startów w World Challenge for Endurance Drivers, gdzie jednak nie zdobywał punktów. W późniejszych latach Francuz pojawiał się także w stawce World Championship for Drivers and Makes, FIA World Endurance Championship, Porsche 944 Turbo Cup France, Global GT Championship, French GT Championship, 24-godzinnego wyścigu Le Mans, FIA GT Championship, American Le Mans Series, Grand American Rolex Series, V de V Challenge Endurance Moderne, V de V Challenge Endurance, V de V Endurance GT Tourisme, V de V Michelin Endurance Series oraz Dunlop 24H Dubai.